# Carlos Eduardo Gavito

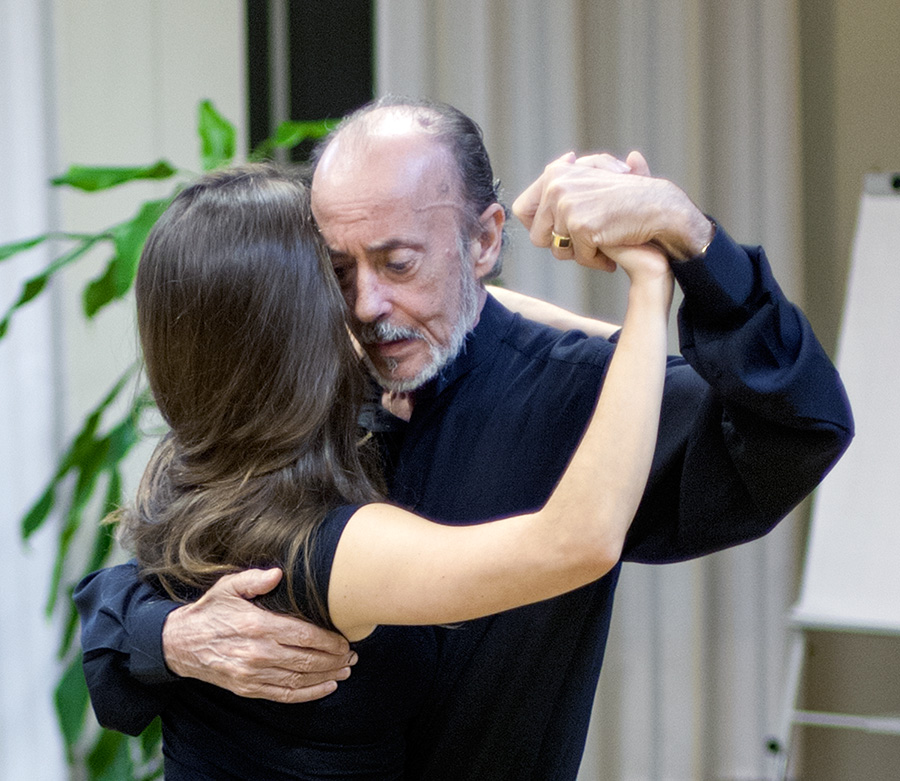
Gavito en 2004

 Carlos Eduardo Gavito (27 de abril de 1942 - 1 de julio de 2005) fue un bailarín de tango argentino.
Se lo conoce internacionalmente por haber sido bailarín y coreógrafo en el espectáculo de tango "Forever Tango" junto a Marcela Durán.
Nacido en Avellaneda, comenzó su carrera profesional en el año 1965 en el programa popular "Así Canta Buenos Aires".
En 1974 trabajó con Juan Carlos Copes. También viajó el mundo con su compañía de danza. Junto con Marcela Durán, participa como figura central en Forever Tango a partir de 1995, espectáculo que se mantuvo en Brodway (Nueva York) durante alrededor de 10 años.
Carlos Gavito fue el maestro de minimalismo - pausas que marcan la cadencia del baile. La actriz Eva Norvind filma la película sobre el tango en Argentina: Gavito, su vida y su tango.
Fallece a los 62 años por un cancer de pulmón.